# Бонковський Денис Федорович
Діоні́сій (Дени́с) Фе́дорович Бонко́вський (16 квітня 1816, Вороновиця, нині селище міського типу Вінницького району Вінницької області України — 30 серпня 1881, Богуслав, нині один із районних центрів Київської області) — український поет, композитор, перекладач (в літературі зустрічаються також транскрипції його прізвища Боньковський та Баньковський).

## Біографічні відомості

Обкладинка видання. Нью-Йорк, початок XX століття

Народився 16 квітня 1816 року в містечку Вороновиця Брацлавського повіту Подільської губернії (нині смт Вінницького району Вінницької області). За походженням поляк. Жив на Поділлі.
У 1834—1838 роках працював канцеляристом у Новоград-Волинському земському суді, далі недовго — в Радомисльському земському суді (Радомисльський повіт Київської губернії). Від 1838 року був секретарем у канцелярії київського цивільного губернатора.
Помер 30 серпня 1881 року в Богуславі (нині один із районних центрів Київської області). Дату та місце смерті встановив Микола Шудря .

## Творчість
Музичної освіти не мав, створені ним мелодії на ноти записували знайомі. Бонковський — автор тексту і музики пісень:
- «Гандзя»,
- «Гей я козак, зовусь Воля»,
- «Нудьга козача»,
- «Тропак» («Ой пішла б я на музику»),
- «Там, де Горинь розіслався» тощо.

Створив мелодії:
- до вірша Тараса Шевченка «Нащо мені чорні брови» (стала народною піснею).
- до вірша І. Завадського «Де шлях чорний».

Переклав українською з польської мови поеми польських романтиків:
- «Пісня про нашу землю» Вінцента Поля (1860),
- «Заверуха. Українська повість» Томаша Авґуста Олізаровського, учасника повстання 1830—1831 років.

Поетичні й музичні твори Бонковського друкувалися в 19—20 століттях.
Автор статті «Про музику народних пісень» (1869), в якій охарактеризував особливості українського музичного фольклору.

## Публікація творів
Твори Бонковського опубліковано в низці видань. Серед них:
- Пісні та романси українських поетів. — Київ: Радянський письменник, 1956, т 2, с. 300.
- Українською музою натхненні (Польські поети, які писали українською мовою). — Київ: Радянський письменник, 1971, с 101-109 (біографічні відомості на с. 32, 290—292).
- Пісні літературного походження. — К., 1978.